# Küstenpatent (Kroatien)
Als Küstenpatent wird die Fahrerlaubnis für Yachten und Boote in Kroatien bezeichnet.
In Kroatien gilt für alle Boote, Yachten und Schiffe mit Motor eine Führerscheinpflicht. Dort gibt es die Patente Boat Skipper A, B und C sowie den Yachtmaster A. Boat Skipper B berechtigt zum Führen von Booten bis 30 gt, Boat Skipper C zum Gewerbetreiben mit dem Boot.
Die in das Deutsche übersetzte Bezeichnung „Küstenpatent“ ist insoweit irreführend, als in Deutschland die Bezeichnung „Patent“ fast nur für Befähigungsnachweise der Berufsschifffahrt verwendet wird und im sportlich genutzten Bereich Sportbootführerscheins See oder Sportbootführerscheins Binnen zur Geltung kommen. Das in Österreich hierfür geltende Pendant ist der Befähigungsausweis. Anders als bei der österreichischen oder deutschen Befähigung inkludiert das Küstenpatent bereits die Sprechfunkerlaubnis für den mobilen Seefunkdienst (Ultrakurzwelle) innerhalb kroatischer Gewässer. Kroatien ist seit 1992 Mitglied der IMO (International Maritime Organization).
Ausbildung und Prüfungen sind bei den Mitgliedern der Organisation abgestimmt. Ebenso, wie die österreichische oder deutsche Befähigungen, ist das kroatische Küstenpatent daher grundsätzlich im EU-Raum zwischen allen Mittelmeeranrainerstaaten sowie bedingt international, gemäß einem Abkommen der Mitglieder der IMO über die gegenseitige Anerkennung der Berechtigungen, anerkannt. Für Personen mit erstem Wohnsitz in Deutschland gilt jedoch eine Ausnahme, hier wird das kroatische Küstenpatent in deutschen Gewässern nicht anerkannt. Es gilt ebenso nicht in Österreich für österreichische Binnengewässer sowie die Donau, die, aufgrund der Relevanz der Donau als internationaler Schifffahrtsverkehrsweg, in Österreich ein eigenes Patent erfordert.
In der Vergangenheit ist das kroatische Küstenpatent, insbesondere die Boat Skipper A und B, immer wieder in Kritik geraten, da zum Erlangen der Berechtigungen auch heute nur eine einfache theoretische Prüfung sowie keine Praxismeilen oder praktische Prüfung erforderlich sind.